# Fernandes Tourinho
Fernandes Tourinho is een gemeente in de Braziliaanse deelstaat Minas Gerais. De gemeente telt 2.713 inwoners (schatting 2009).

## Aangrenzende gemeenten
De gemeente grenst aan Alpercata, Engenheiro Caldas, Governador Valadares, Periquito en Sobrália.